# Сушина
Су̀шина е село в Североизточна България, община Върбица, област Шумен.

## География
Село Сушина се намира на около 26 km юг-югозападно от областния център град Шумен, около 11 km североизточно от общинския център град Върбица и около 25 km югоизточно от град Търговище. Разположено е в историко-географската област Герлово, на около 800 m от западния бряг на участъка на язовир „Тича“ преди язовирната стена, на около 3 km преди стената. На север от язовира Преславският пролом на река Голяма Камчия разделя планините Драгоевска на изток и Преславска на запад.
Надморската височина в южния и в източния край на селото е около 250 – 260 m, нараства към северозападния му край до около 300 m, а в центъра при сградата на кметството е около 266 m.
Климатът е умереноконтинентален.
Минаващият през село Сушина общински път води на югозапад през село Ловец до село Конево и връзка там с първокласния републикански път I-7, водещ на север през село Иваново и град Велики Преслав до връзка при град Шумен с автомагистрала „Хемус“, а на юг – през село Менгишево, град Върбица и пътния възел „Петолъчката“ до връзка с автомагистрала „Тракия“. На северозапад от село Сушина общинският път води отново до връзка с първокласния път I-7, източно от село Иваново.
Землището на село Сушина граничи със землищата на: село Иваново на северозапад и север; град Велики Преслав на север; село Драгоево на изток; град Смядово на изток; село Александрово на югоизток; село Риш на югоизток; село Тушовица на юг; село Бяла река на юг; село Маломир на югозапад; село Ловец на запад.

## Население
Числеността на населението на село Сушина според преброяванията през годините е както следва:
| \| Година на преброяване \| Численост \| \| --------------------- \| --------- \| \| 1934 \| 740 \| \| 1946 \| 806 \| \| 1956 \| 690 \| \| 1965 \| 671 \| \| 1975 \| 535 \| \| 1985 \| 439 \| \| 1992 \| 367 \| \| 2001 \| 351 \| \| 2011 \| 319 \| \| 2021 \| 280 \| |           |
| Година на преброяване | Численост |
| 1934 | 740       |
| 1946 | 806       |
| 1956 | 690       |
| 1965 | 671       |
| 1975 | 535       |
| 1985 | 439       |
| 1992 | 367       |
| 2001 | 351       |
| 2011 | 319       |
| 2021 | 280       |

Етническият състав на населението на село Сушина по данните за етническите групи според преброяването на населението през 2011 г. е както следва:
|                     | Численост | Дял (в %) |
| Общо                | 319       | 100.00    |
| Българи             | 8         | 2.50      |
| Турци               | 255       | 79.93     |
| Цигани              | –         | –         |
| Други               | –         | –         |
| Не се самоопределят | 4         | 1.25      |
| Неотговорили        | 52        | 16.30     |

## История
Селото е в България от 1878 г. През 1934 г. дотогавашното му име Чулфа е променено на Су̀шина.

## Обществени институции
Село Сушина към 2023 г. е център на кметство Сушина.
В село Сушина към 2023 г. има:
- джамия;[9]
- пощенска станция;[10]
- целодневна детска градина „Снежанка“.[11]

## Културни и природни забележителности
- Селищната могила „Нури юк“, населявана през късния халколит, с диаметър 70 – 80 m и височина 6 m, намираща се на около 2 km югоизточно от Сушина в местността Чанаджик, е проучена при археологически разкопки през 2007 – 2013 г. на Стефан Чохаджиев. На около 50 m западно от нея се намира некропол, от който са проучени 13 гроба.[12] Халколитната селищна могила получава статут на недвижима археологическа културна ценност с национално значение на 30 септември 2024 г.[13][14]

- Откъм десния бряг на река Голяма Камчия, на около 4 km източно от селото, е разкрита тракийска гробница, която е част от некропол, съставен от няколко гробници по рида на Драгоевската планина.[15]